# Parigi-Bourges 1998
La Parigi-Bourges 1998, quarantottesima edizione della corsa, valevole come prova del circuito UCI categoria 1.3, si svolse il 1º ottobre 1998 su un percorso di 205,6 km. Fu vinta dal belga Ludo Dierckxsens, che giunse al traguardo con il tempo di 4h53'01" alla media di 42,1 km/h.
Al traguardo 20 ciclisti portarono a termine il percorso.

## Ordine d'arrivo (Top 10)
| Pos. | Corridore          | Squadra         | Tempo    |
| ---- | ------------------ | --------------- | -------- |
| 1    | Ludo Dierckxsens   | Lotto           | 4h53'01" |
| 2    | Laurent Brochard   | Festina         | a 20"    |
| 3    | Maarten den Bakker | Rabobank        | s.t.     |
| 4    | Fabrice Gougot     | Casino          | s.t.     |
| 5    | Henk Vogels        | Crédit Agricole | s.t.     |
| 6    | Léon van Bon       | Rabobank        | a 2'01"  |
| 7    | Andrej Kivilëv     | Festina         | s.t.     |
| 8    | Andrej Čmil        | Lotto           | s.t.     |
| 9    | Daniele Nardello   | Mapei           | s.t.     |
| 10   | Emmanuel Magnien   | Franç. des Jeux | s.t.     |